# ينيجه
ينيجه الموقع في تركيا.

## الموقع
ينيجه هي قرية في مرسين، تركيا.

## جغرافيا
ينيجه هي جزء من منطقة طرطوس التي تتبع جزء من مرسين تقع في أقصى الشرق من المحافظة في 36°58′N 35°3′E وتبعد عن طرطوس 15 كيلو متر (903 ميل) و 43 كيلو متر (27 ميل) من مرسين وحوالي 30 كيلو متر (19 ميل) من ساحل البحر الأبيض المتوسط إلى الجنوب وبلغ عدد سكان البلدة 8954 نسمة في عام 2012.

## التاريخ
أنشئت القرية عام 1543م. خلال العهد العثماني من قبل أرغوز (التركمان) و إن اسم المدينة ربما يشير إلى مُعين ينيجه بك الذي كان رئيس التركمان فقد عاش في النصف الأول من القرن السادس عشر وفي السنوات الأولى من القرن التاسع عشر، أحتل المدينة محمد علي باشا لفترة وجيزة وبعد الحرب العالمية الأولى، كانت ينيجه تحت حكم فرنسا لفترة قصيرة (أنظر إتفاقية إتفاقية سايكس بيكو). لكن بعد معاهدة أنقره ( 20 أكتوبر عام 1921) ضمت ينجيه إلى تركيا وخلال الحرب العالمية الثانية، إلتقى الرئيس التركي عصمت إينونو مع رئيس الوزراء البريطاني ونستون تشرشل داخل عربة القطار في محطة ينيجه للسكك الحديدية لمناقشة دور تركيا في الحرب (30 يناير 1943) و يعرف هذا الاجتماع باسم مؤتمر أضنة وفي عام 1953. أعلنت بلدة ينيجه.

## اقتصاديا
تقع البلدة في أرض خصبة تُعرف باسم شوكوروفا ( أو كيكليا القديمة) تقع تقريباً في المنتصف «نقطة الوسط» بين سيحان وبيردن ومن أهم محاصيلها الزراعية هو القطن تليه الخضروات، والحمضيات، والقمح وهناك أيضاً بعض الصناعات الخفيفة في ينيجه وتعتبر ينيجه هي من أهم تقاطع السكك الحديدية إلى مرسين في الغرب، وأضنة في الشرق، وأنقره في الشمال) كما أنها تقع على الطريق السريع وتبعد القرية عن مطار أضنة بمسافه 20 دقيقه وميناء ميرسن بمسافه 45 دقيقه.